# Torre Perla Oriental
La Torre Perla Oriental (en anglès: Oriental Pearl Tower; en xinès simplificat: 东方明珠电视塔; en xinès tradicional: 東方明珠電視塔; en pinyin: Dōngfāng Míngzhū diànshì tǎ) és una torre de telecomunicacions de 468 metres d'alçada construïda al districte de Pudong de la ciutat de Shanghai, a la República Popular de la Xina. Es troba a la vora del riu Huangpu, a Lujiazui, Pudong, davant del Bund. Des de la seva obertura el 1995 la torre s'ha convertit en una gran atracció turística (rep 3 milions de visitants cada any) i una icona cultural de la ciutat.

## Dades tècniques
La torre va ser inaugurada l'any 1995. Té una alçada de 468 metres. El seu disseny està format per cinc esferes a diferents alçades. La més gran té un diàmetre de 50 metres; la que està situada una mica més amunt té un diàmetre de 45 metres. Totes dues estan unides per tres columnes de 9 metres de diàmetre cadascuna. Les dues esferes estan recolzades mitjançant bigues de formigó a la resta.
La torre té tres nivells amb miradors. El mirador més alt està situat a 350 metres i rep el nom de “Mòdul Espacial”. Hi ha un altre mirador a 263 metres i un altre, conegut com a “Ciutat de l'espai”, a 90 metres. La torre compta també amb un restaurant giratori a 267 metres.
La plataforma d'observació superior té una zona exterior amb un terra de vidre amb un gruix de 3,8 cm.